# Mickaël Le Bihan
Mickaël Le Bihan (Ploemeur, Morbihan, Francia, 16 de mayo de 1990) es un futbolista francés. Juega en la posición de delantero y desde 2023 milita en el S. M. Caen de la Ligue 2 de Francia.

## Trayectoria
Le Bihan se unió al Sedan Ardennes en 2009 y permaneció en el club hasta 2013. Después de cuatro años en el equipo, fue fichado por el Le Havre. En este club anotó dieciocho goles en la temporada 2014-15, convirtiéndose así en el goleador de la liga esa campaña.
El 2 de septiembre de 2015 fue fichado por el Olympique de Niza, club que pagó 1,5 millones de euros por su pase. Debido a una lesión en la tibia en su primera temporada con el club, en la que solo jugó unos pocos partidos, se perdió lo que restó de la campaña. Tras diecisiete meses sin jugar, volvió a las canchas el 24 de febrero de 2017, fecha en que se disputó un encuentro contra el Montpellier H. S. C. donde marcó las dos anotaciones necesarias para la victoria por 2:1.
En septiembre de 2017 debió ser operado debido a una fractura por fatiga en la tibia derecha. Después de nueve meses, en febrero de 2018 comenzó entrenar con la reserva del equipo.
Abandonó el club en 2019 para recalar en el A. J. Auxerre, donde estuvo dos años para posteriormente seguir su carrera en el Dijon F. C. O. Allí también permaneció un par de campañas antes de recalar en septiembre de 2023 en el S. M. Caen.

## Estadísticas
| Club                      | Temporada           | Liga | Liga | Liga | Copas nacionales * | Copas nacionales * | Copas nacionales * | Copas internacionales | Copas internacionales | Copas internacionales | Total | Total | Total |
| Club                      | Temporada           | PJ   | G    | A    | PJ                 | G                  | A                  | PJ                    | G                     | A                     | PJ    | G     | A     |
| ------------------------- | ------------------- | ---- | ---- | ---- | ------------------ | ------------------ | ------------------ | --------------------- | --------------------- | --------------------- | ----- | ----- | ----- |
| Sedan Ardennes Francia    | 2009-10             | 2    | 0    | 0    | 1                  | 0                  | 0                  | -                     | -                     | -                     | 3     | 0     | 0     |
| Sedan Ardennes Francia    | 2010-11             | 12   | 0    | 1    | 0                  | 0                  | 0                  | -                     | -                     | -                     | 12    | 0     | 1     |
| Sedan Ardennes Francia    | 2011-12             | 12   | 0    | 0    | 5                  | 2                  | 0                  | -                     | -                     | -                     | 17    | 2     | 0     |
| Sedan Ardennes Francia    | 2012-13             | 36   | 7    | 2    | 4                  | 2                  | 0                  | -                     | -                     | -                     | 40    | 9     | 2     |
| Sedan Ardennes Francia    | Total               | 62   | 7    | 3    | 10                 | 4                  | 0                  | 0                     | 0                     | 0                     | 72    | 11    | 3     |
| Le Havre A. C. Francia    | 2013-14             | 31   | 8    | 0    | 2                  | 1                  | 0                  | -                     | -                     | -                     | 33    | 9     | 0     |
| Le Havre A. C. Francia    | 2014-15             | 36   | 18   | 1    | 2                  | 0                  | 0                  | -                     | -                     | -                     | 38    | 18    | 1     |
| Le Havre A. C. Francia    | 2015-16             | 2    | 0    | 0    | 0                  | 0                  | 0                  | -                     | -                     | -                     | 2     | 0     | 0     |
| Le Havre A. C. Francia    | Total               | 69   | 26   | 1    | 4                  | 1                  | 0                  | 0                     | 0                     | 0                     | 73    | 27    | 1     |
| Olympique de Niza Francia | 2015-16             | 3    | 1    | 1    | 0                  | 0                  | 0                  | -                     | -                     | -                     | 3     | 1     | 1     |
| Olympique de Niza Francia | 2016-17             | 9    | 3    | 0    | 0                  | 0                  | 0                  | -                     | -                     | -                     | 9     | 3     | 0     |
| Olympique de Niza Francia | 2017-18             | 7    | 0    | 0    | 0                  | 0                  | 0                  | -                     | -                     | -                     | 7     | 0     | 0     |
| Olympique de Niza Francia | Total               | 19   | 4    | 1    | 0                  | 0                  | 0                  | 0                     | 0                     | 0                     | 19    | 4     | 1     |
| Total en su carrera       | Total en su carrera | 150  | 37   | 5    | 14                 | 5                  | 0                  | 0                     | 0                     | 0                     | 164   | 42    | 5     |

- (*) Copa de la Liga de Francia y Copa de Francia.

## Palmarés

### Distinciones individuales
| Distinción              | Año     |
| ----------------------- | ------- |
| Goleador de la Ligue 2. | 2014-15 |